# Kemisk Tøjrensning
Kemisk Tøjrensning er en dansk dokumentarfilm fra 1917 med ukendt instruktør.

## Handling
Denne artikel mangler et handlingsreferat. Hjælp os med at skrive det.